# Trattato di Arras (1435)
Il trattato di Arras del 1435, fu un trattato tra il re di Francia, Carlo VII ed il duca di Borgogna, Filippo III il Buono, firmato il 21 settembre di quell'anno dopo lunghe trattative, iniziate, nel 1431, dopo il rogo di Giovanna d'Arco. In pratica il trattato sanciva la fine della guerra civile francese tra armagnacchi e borgognoni, iniziata circa trent'anni prima e il cambio di alleanza di Filippo III il Buono, che, lasciata l'alleanza inglese, ora si legava alla monarchia francese.

## Congresso di pace
Ad Arras era stata indetta una conferenza per porre fine alla guerra tra Francia ed Inghilterra, che durava ormai da 98 anni, e, con la mediazione di Amedeo VIII di Savoia, oltre alle tre parti in causa, la delegazione inglese, quella francese e quella borgognona erano presenti, l'imperatore Sigismondo e le delegazione dei re di Polonia, Aragona e Castiglia.

## Rottura delle trattative franco-inglesi
Ma durante le trattative, il capitano francese, Jean Poton de Xaintrailles, insieme a Étienne de Vignolles, condusse un raid contro le truppe inglesi, uscendo vittorioso dalla battaglia di Gerberoy dove fece prigioniero il conte d’Arundel. La delegazione inglese, alla notizia, interruppe le trattative e abbandonò la conferenza. La delegazione del ducato di Borgogna, guidata dal duca Filippo, in persona, fu sollecitata a continuare le trattative.
Quando la delegazione inglese tornò al tavolo delle trattative si rese conto che il suo alleato borgognone stava cambiando alleanza, ed inoltre fu colpita da una grave perdita: il reggente del governo inglese Giovanni Plantageneto, zio di Enrico VI d'Inghilterra, morì il 14 settembre 1435.

## Trattato di Arras
Il trattato tra Francia e Borgogna prevedeva:
- da parte del duca di Borgogna il riconoscimento di Carlo VII come re di Francia e quindi implicitamente il duca di Borgogna appoggiava Carlo VII contro gli inglesi;
- da parte del re di Francia
  - la sconfessione dell'omicidio di Giovanni Senza Paura, padre di Filippo III il Buono, e a versare al duca un risarcimento per l'assassinio,
  - l'esenzione, vita natural durante, per il duca di Borgogna, dall'obbligo dell'omaggio al re. Filippo III era vassallo di Carlo VII, ma, di fatto, era indipendente,
  - la cessione, al duca di Borgogna, di Auxerre ed il suo territorio, Bar-sur-Seine, Luxeuil, le città borgognone sulla Somme (Péronne, Montdidier e Roye)[2], Ponthieu e Boulogne-sur-Mer.